# 春日川站
春日川站（日语：／ Kasugagawa eki */?）是一個位於日本香川縣高松市、屬於高松琴平電氣鐵道（琴電）志度線的鐵路車站，車站編號為S04。車站建於三角洲的邊沿上，現時為無人車站。

## 車站結構
現時採用簡易車站模式，沒有設置站房，車站入口正好位處1號月台的西末端，可直接進入，並可利用橫過路軌的平交道前往另一端月台，而自動售票機也設於該處。
靠近1號月台階級的位置裝有1部入閘專用的IC卡感應器，而每個月台的階級頂端亦各裝有1部出閘專用的IC卡感應器。
往志度方向的月台設有無障礙斜道的車站，但前往瓦町的月台則只設有階級上落。

### 月台配置
側式月台2個，月台長度只有約45米，稍比3輛編成的總長度為短，當3輛列車進站時，列車位置需稍作調整以讓所有車門均能在月台上打開。月台上的配置亦非常簡單，兩端只設有一個小型的有蓋候車亭，附設有候車長櫈。
2020年起，因2019冠狀病毒病影響而調整了班次，本站除作為繁忙時間交換車站外，更改為平日時段的列車交換車站，代替了松島二丁目站的功能。
| 月台 | 路線     | 方向 | 目的地             | 備註 |
| ---- | -------- | ---- | ------------------ | ---- |
| 1    | ■ 志度線 | 上行 | 瓦町方向           |      |
| 2    | ■ 志度線 | 下行 | 大町、琴電志度方向 |      |

## 歷史
- 1911年11月18日：隨東讚電氣軌道今橋站～志度站開通而開業[1]。

## 使用狀況
| 1日上落人數推斷 | 1日上落人數推斷 |
| 年度            | 1日平均人數     |
| --------------- | --------------- |
| 2011            | 334             |
| 2012            | 335             |
| 2013            | 371             |
| 2014            | 375             |
| 2015            | 398             |
| 2016            | 440             |
| 2017            | 481             |
| 2018            | 532             |
| 2019            | 566             |
| 2020            | 414             |
| 2021            | 414             |
| 2022            | 427             |

## 相鄰車站
高松琴平電氣鐵道（琴電）
■志度線
沖松島 (S03) - 春日川 (S04) - 潟元 (S05)

## 外部連結
- 高松琴平電鐵春日川站資訊 （页面存档备份，存于）（日語）